# Prestigi encobert
En sociolingüística, el prestigi encobert és un terme que s'utilitza per indicar certs usos del llenguatge que no són normatius i que el parlant utilitza amb la finalitat de marcar alguna diferenciació social, regional, o sexual, entre d'altres. Està vinculat per a molts autors al sexe masculí.
Aquestes diferenciacions generen unes variants lingüístiques o dialectes que assoleixen diferents nivells de respecte i acceptabilitat de les formes pròpies d'aquesta varietat pels seus propis parlants i els parlants de varietats mútuament comprensibles.
Naturalment el prestigi sociolingüístic està molt freqüentment correlacionat amb el prestigi social dels parlants que usen aquest dialecte o varietat lingüística. Freqüentment, existeix les varietats parlades per la classe social dominant o per les persones de major poder adquisitiu tenen un prestigi sociolingüístic més alt que les usades pels parlants més pobres. D'entre les variants d'una llengua freqüentment pot assenyalar-se'n alguna de prestigi que és la base de la llengua estàndard, encara que existeixen algunes excepcions al fet que la llengua estàndard es base en un dialecte de prestigi, tal com succeeix amb l'àrab estàndard.
El prestigi sociolingüístic pot apreciar-se en situacions on dues o més llengües entren en contacte, i en ambients urbans estratificats, on és probable que parlants de diferents varietats coincideixin en el mateix context social. Malgrat les esteses opinions i impressions que certs dialectes o variants són relativament "bons" o "dolents", «des d'un punt de vista purament lingüístic, totes les llengües i tots els dialectes tenen la mateixa validesa o valor».
Exemples de prestigi encobert podrien ser l'exageració d'un accent i l'ús de modismes per fer notar a quina regió es pertany. Un altre exemple notori és l'ús de llenguatge groller amb fins laudatoris o d'admiració entre parlants del mateix estatus social.

## Conseqüències del prestigi
Entre les conseqüències més freqüents de la diferència de prestigi social entre dues varietats sorgeixen diversos fenòmens sociolingüístics interessants:
- Diglòssia.
- Vernacularització.
- Regionalització.